# Coeloplana bannwarthii
Coeloplana bannwarthii är en kammanetart som beskrevs av Thilo Krumbach 1933. Coeloplana bannwarthii ingår i släktet Coeloplana och familjen Coeloplanidae. Inga underarter finns listade i Catalogue of Life.